# Pallamano ai Giochi della XXXIII Olimpiade - Torneo femminile
Il torneo femminile di pallamano ai Giochi della XXXIII Olimpiade si è svolto dal 25 luglio al 10 agosto 2024 e si è disputato al Paris Expo Porte de Versailles a Parigi per la fase a gironi e allo stadio Pierre Mauroy di Lilla per la fase finale.
Il torneo è stato vinto dalla Norvegia, che nella finale ha battuto la Francia per 29-21; alla finale hanno assistito 26 664 spettatori, nuovo record mondiale di pubblico per partite di pallamano femminile. Il precedente record di pubblico era stato fatto registrare alla partita tra Francia e Germania del 6 agosto 2024, valida per i quarti di finale, alla quale avevano assistito 26 548 spettatori.

## Formato
Le dodici squadre partecipanti sono state divise in due gironi da sei e ciascuna squadra affronta tutte le altre, per un totale di cinque giornate. Le prime quattro classificate accedono ai quarti di finale.

## Squadre partecipanti
Al torneo hanno preso parte 12 squadre nazionali: la rappresentativa della nazione ospitante, la squadra detentrice del titolo mondiale, quattro campioni continentali e le sei squadre vincitrici dei tre tornei di qualificazione organizzati dall'IHF.
|                                     | Data                           | Sede                                   | Posti | Qualificate        |
| ----------------------------------- | ------------------------------ | -------------------------------------- | ----- | ------------------ |
| Paese organizzatore                 |                                |                                        | 1     | Francia            |
| Campionato europeo 2022             | 4-20 novembre 2022             | Macedonia del Nord Montenegro Slovenia | 1     | Danimarca          |
| Torneo asiatico di qualificazione   | 17-23 agosto 2023              | Giappone                               | 1     | Corea del Sud      |
| Torneo africano di qualificazione   | 11-14 ottobre 2023             | Angola                                 | 1     | Angola             |
| Giochi Panamericani 2023            | 24-29 ottobre 2023             | Cile                                   | 1     | Brasile            |
| Campionato mondiale 2023            | 29 novembre - 17 dicembre 2023 | Danimarca Norvegia Svezia              | 1     | Norvegia           |
| Torneo olimpico di qualificazione 1 | 11-14 aprile 2024              | Ungheria                               | 2     | Ungheria Svezia    |
| Torneo olimpico di qualificazione 2 | 11-14 aprile 2024              | Spagna                                 | 2     | Paesi Bassi Spagna |
| Torneo olimpico di qualificazione 3 | 11-14 aprile 2024              | Germania                               | 2     | Germania Slovenia  |
| Totale                              |                                |                                        | 12    |                    |

## Sorteggio dei gironi
La composizione delle urne per il sorteggio dei gironi venne resa nota il 14 aprile 2024. Il sorteggio dei gironi si tenne il 16 aprile 2024 alla Maison du Handball a Créteil, in Francia.
| Urna 1   | Urna 2      | Urna 3   | Urna 4  | Urna 5    | Urna 6        |
| -------- | ----------- | -------- | ------- | --------- | ------------- |
| Norvegia | Paesi Bassi | Slovenia | Svezia  | Danimarca | Angola        |
| Ungheria | Germania    | Spagna   | Francia | Brasile   | Corea del Sud |

## Fase a gironi

### Girone A

#### Classifica
| Pos. | Squadra       | Pt | G | V | N | P | GF  | GS  | DR  |
| ---- | ------------- | -- | - | - | - | - | --- | --- | --- |
| 1.   | Norvegia      | 8  | 5 | 4 | 0 | 1 | 140 | 110 | +30 |
| 2.   | Svezia        | 8  | 5 | 4 | 0 | 1 | 140 | 125 | +15 |
| 3.   | Danimarca     | 8  | 5 | 4 | 0 | 1 | 126 | 116 | +10 |
| 4.   | Germania      | 2  | 5 | 1 | 0 | 4 | 136 | 134 | +2  |
| 5.   | Corea del Sud | 2  | 5 | 1 | 0 | 4 | 107 | 133 | -26 |
| 6.   | Slovenia      | 2  | 5 | 1 | 0 | 4 | 116 | 147 | -31 |

#### Risultati
| Arbitro: | Brunner, Salah |

|                |           |                     |
| Gros, Stanko 5 | Marcatori | Friis, Østergaard 5 |

| Arbitro: | Belkhiri, Hamidi |

|        |           |                |
| Döll 6 | Marcatori | Kang K., Ryu 6 |

| Arbitro: | García, Marín |

|                 |           |          |
| Mørk, Oftedal 7 | Marcatori | Hagman 8 |

| Arbitro: | Bíró, Kiss |

|       |           |          |
| Woo 7 | Marcatori | Mavsar 7 |

| Arbitro: | Pavićević, Ražnatović |

|           |           |                               |
| Carlson 7 | Marcatori | Behrend, Grijseels, Maidhof 5 |

| Arbitro: | C. Bonaventura, J. Bonaventura |

|              |           |                              |
| Østergaard 5 | Marcatori | Brattset Dale, Kristiansen 6 |

| Arbitro: | García, Paolantoni |

|               |           |        |
| Lott, Smits 7 | Marcatori | Gros 6 |

| Arbitro: | Brunner, Salah |

|            |           |       |
| Skogrand 5 | Marcatori | Ryu 6 |

| Arbitro: | A. Konjičanin, D. Konjičanin |

|          |           |                |
| Hagman 6 | Marcatori | 4 giocatrici 4 |

| Arbitro: | García, Paolantoni |

|           |           |             |
| Kang K. 5 | Marcatori | Lindqvist 5 |

| Arbitro: | Bíró, Kiss |

|           |           |           |
| Behrend 6 | Marcatori | Højlund 7 |

| Arbitro: | Belkhiri, Hamidi |

|                |           |                                           |
| Gros, Mavsar 5 | Marcatori | Brattset Dale, Ingstad, Rushfeldt Deila 4 |

| Arbitro: | Brunner, Salah |

|            |           |          |
| Omoregie 9 | Marcatori | Hagman 5 |

| Arbitro: | A. Konjičanin, D. Konjičanin |

|           |           |                        |
| Reistad 8 | Marcatori | Bölk, Döll, Leuchter 3 |

| Arbitro: | García, Marín |

|                     |           |       |
| Hansen, Jørgensen 6 | Marcatori | Woo 5 |

### Girone B

#### Classifica
| Pos. | Squadra     | Pt | G | V | N | P | GF  | GS  | DR  |
| ---- | ----------- | -- | - | - | - | - | --- | --- | --- |
| 1.   | Francia     | 10 | 5 | 5 | 0 | 0 | 159 | 124 | +35 |
| 2.   | Paesi Bassi | 8  | 5 | 4 | 0 | 1 | 152 | 137 | +15 |
| 3.   | Ungheria    | 5  | 5 | 2 | 1 | 2 | 137 | 140 | -3  |
| 4.   | Brasile     | 4  | 5 | 2 | 0 | 3 | 127 | 119 | +8  |
| 5.   | Angola      | 3  | 5 | 1 | 1 | 3 | 131 | 154 | -23 |
| 6.   | Spagna      | 0  | 5 | 0 | 0 | 5 | 111 | 143 | -32 |

#### Risultati
| Arbitro: | Kuttler, Merz |

|                     |           |                   |
| Malestein, Polman 8 | Marcatori | Nenganga, Paulo 6 |

| Arbitro: | Kurtagic, Wetterwik |

|         |           |                     |
| López 5 | Marcatori | De Paula, Matieli 6 |

| Arbitro: | García, Paolantoni |

|           |           |             |
| Kuczora 8 | Marcatori | Nze Minko 6 |

| Arbitro: | Kleven, Jørum |

|                                 |           |         |
| de Paula, Fernándes, Quintino 4 | Marcatori | Simon 5 |

| Arbitro: | A. Konjičanin, D. Konjičanin |

|            |           |          |
| Nenganga 7 | Marcatori | Campos 6 |

| Arbitro: | Lah, Sok |

|              |           |             |
| Valentini 10 | Marcatori | Malestein 7 |

| Arbitro: | Hansen, Madsen |

|                |           |         |
| Van Wetering 5 | Marcatori | Arcos 6 |

| Arbitro: | Kurtagic, Wetterwik |

|           |           |           |
| Klujber 9 | Marcatori | Kassoma 9 |

| Arbitro: | Kuttler, Merz |

|         |           |            |
| Foppa 7 | Marcatori | de Paula 7 |

| Arbitro: | A. Konjičanin, D. Konjičanin |

|                |           |          |
| van Wetering 6 | Marcatori | Bitolo 7 |

| Arbitro: | Kuttler, Merz |

|          |           |           |
| Cabral 6 | Marcatori | Klujber 6 |

| Arbitro: | Kleven, Jørum |

|                             |           |         |
| Carlos, Nenganga, Pascoal 5 | Marcatori | Kanor 7 |

| Arbitro: | C. Bonaventura, J. Bonaventura |

|                         |           |           |
| Győri-Lukács, Klujber 5 | Marcatori | Abbingh 7 |

| Arbitro: | Kuttler, Merz |

|          |           |            |
| Cabral 5 | Marcatori | Toublanc 6 |

| Arbitro: | Lah, Sok |

|          |           |           |
| Bitolo 7 | Marcatori | Pascoal 4 |

## Fase finale

### Tabellone
|  | Quarti di finale | Quarti di finale | Quarti di finale |               |          | Semifinali | Semifinali | Semifinali |           |                 | Finale          | Finale          | Finale |  |
|  |                  |                  |                  |               |          |            |            |            |           |                 |                 |                 |        |  |
|  | A1               | Norvegia         | 32               |               |          |            |            |            |           |                 |                 |                 |        |  |
|  | A1               | Norvegia         | 32               |               |          |            |            |            |           |                 |                 |                 |        |  |
|  | B4               | Brasile          | 15               |               |          |            |            |            |           |                 |                 |                 |        |  |
|  | B4               | Brasile          | 15               |               | Norvegia | Norvegia   | 25         |            |           |                 |                 |                 |        |  |
|  |                  |                  |                  |               | Norvegia | Norvegia   | 25         |            |           |                 |                 |                 |        |  |
|  |                  |                  | Danimarca        | Danimarca     | 21       |            |            |            |           |                 |                 |                 |        |  |
|  | A3               | Danimarca        | Danimarca        | Danimarca     | 21       | 29         |            |            |           |                 |                 |                 |        |  |
|  | A3               | Danimarca        |                  |               |          |            |            |            |           |                 |                 |                 |        |  |
|  | B2               | Paesi Bassi      | 25               |               |          |            |            |            |           |                 |                 |                 |        |  |
|  | B2               | Paesi Bassi      | 25               |               | Norvegia | Norvegia   | 29         |            |           |                 |                 |                 |        |  |
|  |                  |                  |                  |               |          |            |            |            |           |                 |                 |                 |        |  |
|  |                  |                  | Francia          | Francia       | 21       |            |            |            |           |                 |                 |                 |        |  |
|  | B3               | Ungheria         | Francia          | Francia       | 21       | 32         |            |            |           |                 |                 |                 |        |  |
|  | B3               | Ungheria         |                  |               |          | 32         |            |            |           |                 |                 |                 |        |  |
|  | A2               | Svezia (dts)     | 36               |               |          |            |            |            |           |                 |                 |                 |        |  |
|  | A2               | Svezia (dts)     | 36               |               | Svezia   | Svezia     | 28         |            |           | Finale 3º posto | Finale 3º posto | Finale 3º posto |        |  |
|  |                  |                  |                  |               | Svezia   | Svezia     | 28         |            |           |                 |                 |                 |        |  |
|  |                  |                  | Francia (dts)    | Francia (dts) | 31       |            |            |            |           |                 |                 |                 |        |  |
|  | B1               | Francia          | Francia (dts)    | Francia (dts) | 31       | 26         |            |            | Danimarca | Danimarca       | 30              |                 |        |  |
|  | B1               | Francia          |                  |               |          |            |            |            | Danimarca | Danimarca       | 30              |                 |        |  |
|  | A4               | Germania         | 23               |               |          | Svezia     | Svezia     | 25         |           |                 |                 |                 |        |  |

### Quarti di finale
| Arbitro: | Kurtagic, Wetterwik |

|                 |           |                          |
| Friis, Hansen 6 | Marcatori | Housheer, Van Wetering 7 |

| Arbitro: | Jørum, Kleven |

|           |           |        |
| Horacek 7 | Marcatori | Bölk 7 |

| Arbitro: | A. Konjičanin, D. Konjičanin |

|            |           |           |
| Klujber 11 | Marcatori | Koppang 7 |

| Arbitro: | Kuttler, Merz |

|            |           |                       |
| Jacobsen 6 | Marcatori | De Paula, Guarieiro 3 |

### Semifinali
| Arbitro: | Kuttler, Merz |

|          |           |           |
| Hagman 6 | Marcatori | Horacek 8 |

| Arbitro: | Lah, Sok |

|                 |           |             |
| Brattset Dale 4 | Marcatori | Jørgensen 4 |

### Finale 3º posto
| Arbitro: | Jørum, Kleven |

|           |           |          |
| Højlund 5 | Marcatori | Hagman 5 |

### Finale
| Arbitro: | García, Marín |

|           |           |         |
| Reistad 8 | Marcatori | Kanor 5 |

## Classifica finale
| Pos | Squadre       |
| --- | ------------- |
|     | Norvegia      |
|     | Francia       |
|     | Danimarca     |
| 4   | Svezia        |
| 5   | Paesi Bassi   |
| 6   | Ungheria      |
| 7   | Brasile       |
| 8   | Germania      |
| 9   | Angola        |
| 10  | Corea del Sud |
| 11  | Slovenia      |
| 12  | Spagna        |